# Моргенвек, Фрэнк
Фрэнк (Поп) Моргенвек (англ. Frank "Pop" Morgenweck; 15 июля 1875, Эгг-Харбор-Сити, Нью-Джерси — 8 декабря 1941, Нью-Джерси) — американский баскетболист, баскетбольный тренер и антрепренёр. Команды Моргенвека, представлявшие не менее 18 городов США в десяти разных баскетбольных лигах, завоевали между 1912 и 1928 годами четыре чемпионских титула. Член Зала славы баскетбола с 1962 года.

## Биография
Фрэнк Моргенвек начал свою карьеру в профессиональном баскетболе в сезоне 1898—1899 как помощник менеджера в клубе города Камдена (Нью-Джерси), выступавшем в только что созданной Национальной профессиональной баскетбольной лиге; пост менеджера клуба занимал в это время его брат Билл. В 1901 году Фрэнк купил баскетбольную команду Пеннского велосипедного клуба, владельцем которой оставался на протяжении трёх сезонов; в эти годы он одновременно был играющим тренером выступавших в НПБЛ клубов из Филадельфии(1901—1902), Уилмингтона (1902—1903) и Камдена (1903—1904), а также играл в Лиге Западного Массачусетса за «Уэстфилд Уэрлуиндс» и в Баскетбольной лиге Новой Англии за Хаверхилл (Массачусетс). С «Камден Электрикс» в 1904 году Моргенвек стал чемпионом НПБЛ.
В следующие несколько лет Моргенвек действовал главным образом как антрепренёр и тренер, с 1904 по 1910 год выступая со своим клубом за Камден, а затем за массачусетские города Спрингфилд и Саут-Фрамингем. В сезоне 1910—1911 он перевёл свой клуб в Кингстон (Нью-Джерси) и закончил с ним год на третьем месте в Гудзонской лиге. Следующий сезон принёс «Кингстон Колониалс» звание чемпионов Гудзонской лиги, после этого распавшейся. В следующие несколько лет Моргенвек руководил командами таких городов, как Питтсбург, Ньюарк, Кохос (Нью-Йорк), Элизабет (Нью-Джерси) и снова Кингстон, в большинстве случаев выступая одновременно как менеджер, тренер и игрок. В этот период он среди прочего открыл талант будущего игрока «Ориджинал Селтикс» и члена Зала славы баскетбола Джонни Бекмана. В сезоне 1915—1916 в Междуштатной лиге команда Кингстона при участии Моргенвека стала победительницей первого полугодия, но в конце сезона уступила в борьбе за чемпионское звание клубу из Патерсона.
После 1916 года игровая карьера Моргенвека завершилась окончательно, но он продолжал карьеру менеджера и тренера с различными клубами Нью-Йоркской, Международной лиг и Метрополитен-лиги до 1926 года. В эти годы он работал с такими звёздами своего времени, как будущий член Зала славы баскетбола Бенни Боргманн и центровой Эд (Стретч) Миллер; за один из его клубов выступал также Расти Саундерс, больше известный как бейсболист. Ряд источников сообщает, что в сезоне 1922—1923 клубы Моргенвека победили сразу в двух лигах — «Кингстон Колониалс» в Нью-Йоркской, а «Патерсон Легионерс» в Метрополитан-лиге.
С образованием в середине 1920-х годов Американской баскетбольной лиги начался отток в неё лучших игроков других лиг, привлечённых более высокими зарплатами. Моргенвек, получивший предложение от бизнесмена Джорджа Престона Маршалла перебазировать свой клуб в Вашингтон, отклонил его, вместо этого перебравшись с командой в Форт-Уэйн (Индиана) и включившись там в борьбу за чемпионское звание АБЛ. Его клуб стал чемпионом второго полугодия в сезоне 1927—1928, но в плей-офф проиграл «Селтикс». В том же году другая команда Моргенвека, «Кингстон Колониалс», стала чемпионом Метрополитан-лиги. В сезоне 1928—1929 Моргенвек участвовал в розыгрыше АБЛ с «Патерсоном», а в 1929—1930 — с «Рочестер Сентралс», за которых выступал центровой Уильям Херн по прозвищу Тайни (Малютка), чей рост составлял 206 см. «Рочестер» проиграл в финальной серии лиги чемпионское звание «Кливленд Розенблюмс». В сезоне АБЛ 1930—1931 года Моргенвек привёл ко второму месу в сезоне клуб «Чикаго Брюинз».
После приостановки деятельности АБЛ Моргенвек до 1933 года тренировал клуб из Бриджстона, выступавший в Восточной лиге. Свои последние годы как менеджер и тренер он провёл в АБЛ сначала с «Камден Брюерз» (1933—1934), а затем с кингстонским клубом (с 1935 по 1938). В общей сложности за время его работы тренером клубы Моргенвека в различных лигах одержали более 500 побед.
Моргенвек, женатый на Иде Брилл, принесшей ему двоих детей, провёл последние годы жизни в качестве президента организации "Олд-Таймерз", объединявшей бывших деятелей профессионального баскетбола. Он умер в декабре 1941 года в Нью-Джерси. В 1962 году имя Фрэнка Моргенвека было включено в списки Зала славы баскетбола за вклад в развитие баскетбола.